# Рабіл
Рабіл (порт. Rabil) — містечко на острові Боа-Вішта у Кабо-Верде. Колишня столиця острова. Рабіл — друге за величиною поселення на острові, розташоване за 6 кілометрів південний схід від столиці острова Сал-Рей. У 2010 році населення становило 1248 мешканців. Аеропорт острова, Міжнародний аеропорт Арістідеша Перейри, розташований на північний захід від міста.

## Географія

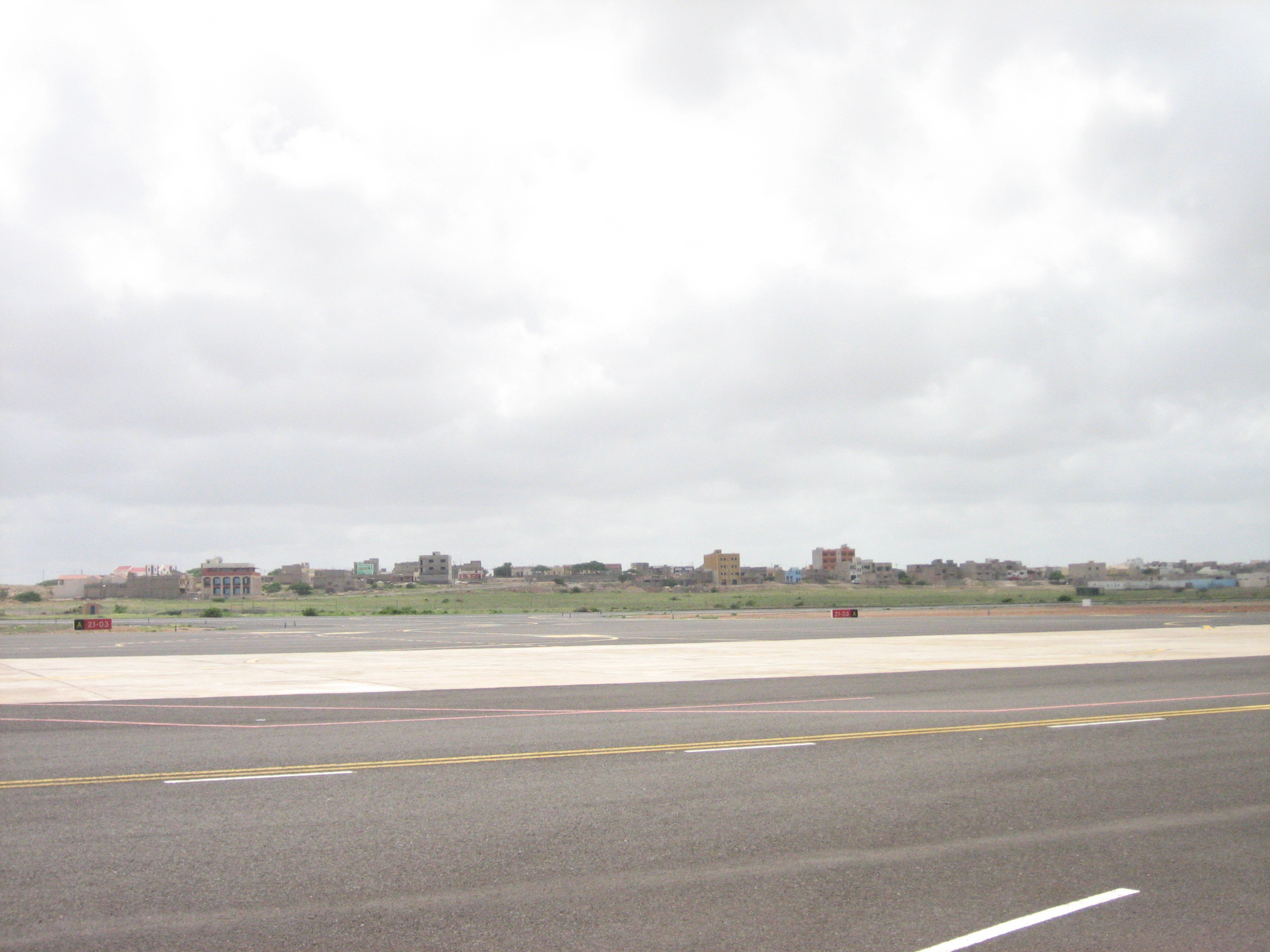
Вид на Рабіл з аеропорту

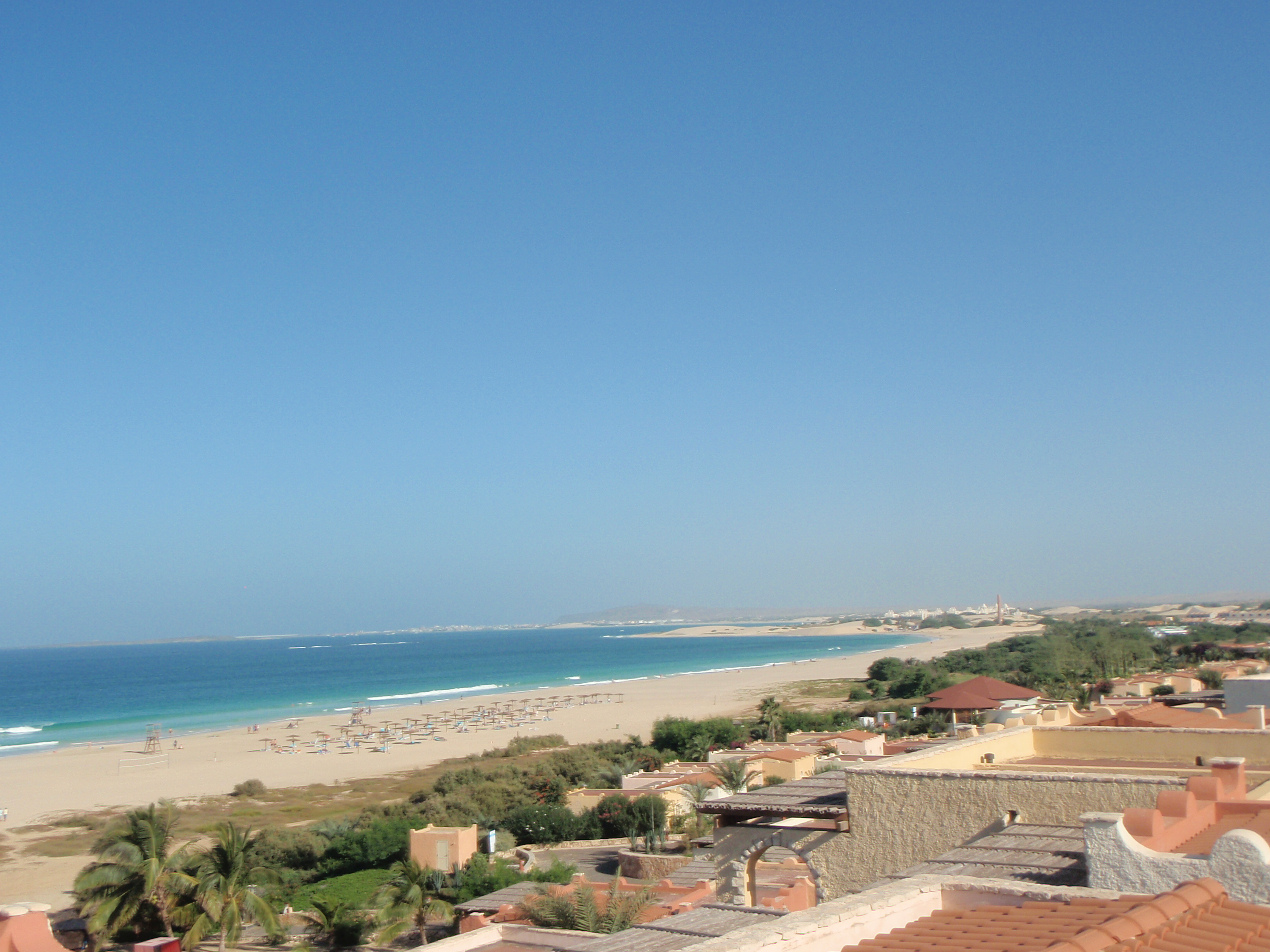
Praia de Chaves з готелями та курортами на західному кінці Рабіла

Повз містечка протікає річка Рібейра-ду-Рабіл. Водно-болотні угіддя навколо його гирла — важлива зона для гніздування птахів. Пляж Praia da Chave пристосований для туризму.